# Biegi narciarskie na Zimowych Igrzyskach Paraolimpijskich 2018 – sztafeta mieszana 4 x 2,5 km
Sztafeta mieszana 4 x 2,5 km – jedna z konkurencji rozgrywana w ramach biegów narciarskich na Zimowych Igrzyskach Paraolimpijskich 2018. Zawody rozegrano 18 marca 2018 roku w trzech klasach.
W rywalizacji wystąpiło 46 zawodników i zawodniczek z 13 państw.
| Miejsce | Nr | Reprezentacja                      | Zawodnik | Klasa                 | %             | Czas zawodnika              | Czas    | Strata  |
| ------- | -- | ---------------------------------- | --- | --------------------- | ------------- | --------------------------- | ------- | ------- |
| 01 !    | 1  | Ukraina                            | Jurij Utkin (Rusłan Perechoda) Ludmyła Liaszenko Julija Batenkowa Oksana Szyszkowa (Witalij Kazakow)         | B2 LW8 LW6 B2         | 99 78 72 81   | 5:12,8 5:43,2 7:47,6 5:48,3 | 24:31,9 | -       |
| 02 !    | 6  | Kanada                             | Natalie Wilkie Emily Young Chris Klebl Mark Arendz                                                           | LW8 LW6 LW11 LW6      | 73 77 82 95   | 6:41,8 5:58,0 7:34,3 5:07,8 | 25:21,9 | +50,0   |
| 03 !    | 2  | Niemcy                             | Andrea Eskau Steffen Lehmker Andrea Eskau Alexander Ehler                                                    | LW11 LW8 LW11 LW4     | 64 96 64 97   | 7:13,1 5:02,9 7:51,8 5:17,5 | 25:25,3 | +53,4   |
| 4       | 3  | Japonia                            | Yoshihiro Nitta Momoko Dekijima Yurika Abe Taiki Kawayoke                                                    | LW8 LW6 LW5/7         | 91 77 72 88   | 5:30,3 6:21,0 8:04,6 5:52,1 | 25:48,0 | +1:16,1 |
| 5       | 4  | Białoruś                           | Jauhienij Łukjanenka Swiatłana Sachanenka (Raman Jaszczanka) Waliancina Szyc Wasili Szapciaboj (Juryj Ladau) | LW12 B2 LW10,5 B2     | 88 81 60 99   | 6:20,4 5:29,3 8:46,9 5:14,6 | 25:51,2 | +1:19,3 |
| 6       | 7  | Neutralni sportowcy paraolimpijscy | Marta Zajnullina Anna Milenina Irina Guliajewa Michalina Łysowa (Aleksiej Iwanow)                            | LW12 Lw8 LW12 B2      | 70 78 70 81   | 7:02,1 5:32,9 7:51,8 5:40,0 | 26:06,8 | +1:34,9 |
| 7       | 10 | Stany Zjednoczone                  | Kendall Gretsch Ruslan Reiter Kendall Gretsch Jake Adicoff (Sawyer Kesselheim)                               | LW11,5 LW8 LW11,5 B3  | 66 96 66 100  | 7:56,5 5:27,6 7:57,8 4:45,7 | 26:07,6 | +1:35,7 |
| 8       | 5  | Norwegia                           | Trygve Larsen Johannes Birkelund Birgit Skarstein Vilde Nilsen                                               | LW12 LW9 LW11 LW4     | 88 89 64 79   | 6:09,4 6:30,1 8:26,4 5:55,5 | 27:01,4 | +2:29,5 |
| 9       | 8  | Chiny                              | Chu Beibei Du Haitao Zheng Peng Wu Junbao                                                                    | LW12 LW5/7 LW10 LW5/7 | 70 88 74 88   | 7:31,2 5:34,2 7:56,6 6:04,5 | 27:06,5 | +2:34,6 |
| 10      | 11 | Finlandia                          | Sini Pyy Inkki Inola (Vili Sormunen) Sini Pyy Ilkka Tuomisto                                                 | LW11 B3 LW11 LW8      | 64 100 64 96  | 8:15,7 5:07,6 9:20,1 5:27,6 | 28:11,0 | +3:39,1 |
| 11      | 13 | Korea Południowa                   | Seo Vo-Rami Choi Bo-gue (Kim Hyun-woo) Lee Do-yeon Choi Bo-gue (Kim Hyun-woo)                                | LW10,5 B3 LW12 B3     | 60 100 70 100 | 9:22,4 5:46,8 8:52,8 6:08,2 | 30:10,2 | +5:38,3 |
| 12      | 9  | Kazachstan                         | Żanył Bałtabajewa Kajrat Kanafin (Anton Żdanowicz) Żanył Bałtabajewa Siergiej Ussołcew                       | LW12 B2 LW12          | 70 99 70 88   | 8:33,0 5:35,8 9:28,4 8:04,0 | 31:41,2 | +7:09,3 |
| 13      | 12 | Brazylia                           | Aline Rocha Cristian Ribera Aline Rocha Cristian Ribera                                                      | LW11                  | 64 82 64 82   | 8:18,7 7:01,2 9:28,3 7:28,5 | 32:16,7 | +7:44,8 |